# Solanum aviculare
Solanum aviculare là loài thực vật có hoa trong họ Cà. Loài này được G. Forst. miêu tả khoa học đầu tiên năm 1786.